# Cookie (노래)
"Cookie"는 대한민국의 걸그룹 NewJeans의 노래이다. 2022년 8월 1일 ADOR를 통해 데뷔 동명 익스텐디드 플레이의 세 번째 싱글로 발매되었다.

## 배경 및 발매
2022년 7월 22일, NewJeans는 그룹에 대한 사전 정보 없이 깜짝 발매로 첫 싱글 "Attention"의 뮤직 비디오를 공개했다. 다음 날, NewJeans는 2022년 8월 1일 데뷔 동명 익스텐디드 플레이를 발매할 것이라고 발표했다. 여기에는 두 개의 추가 싱글을 포함한 네 개의 트랙이 수록될 예정이었다. 7월 23일, 두 번째 싱글 "Hype Boy"를 위해 네 개의 개별 멤버에 초점을 맞춘 다섯 개의 뮤직 비디오가 공개되었다. 8월 1일, 그룹은 세 번째이자 마지막 싱글인 "Cookie"의 뮤직 비디오와 함께 데뷔 EP를 발매했다.

## 구성
"Cookie"는 Gigi, Ylva Dimberg, 그리고 편곡을 맡은 박진수가 작사했다. 이 곡은 미니멀한 힙합 비트 위에 구축된 저지 클럽 브릿지가 특징인 클럽 지향의 R&B 및 팝 트랙이다. "Cookie"는 다장조의 조로 작곡되었으며, 템포는 분당 157박이다.

## 반응
최고의 K-팝 곡들은 항상 그들의 문화적 적응을 스타일리시한 모험의 장으로 변화시켰고, "Cookie"는 이를 우아하게 해낸다.
피치포크의 조슈아 민수 김은 "Cookie"를 EP에서 "가장 흥미로운 선택"으로 꼽으며, "짝사랑을 유혹하는 무중력 그루브"라고 불렀다. 더 뉴욕 타임스의 존 카라마니카는 이 곡을 2022년 최고의 곡 22곡 중 11위에 올리며 "과장도, 극적인 연출도 없는 편안함"을 칭찬했다. 그는 NewJeans가 "Cookie"에서 뉴저지 클럽 음악을 사용하여 "회고적인 아이디어를 위해 현대적인 참조점을 배치하는 방식"을 지적했다. IZM의 한성현은 이 곡을 "다음 단계를 위한 작은 실험"이라고 정의하며, "이상한" 가사와 "키치한" 리듬에 대해 긍정적으로 평가했다.

### 논란
이 곡은 가사에 성적인 암시가 포함되어 있다는 의혹으로 인해 비난을 받았다. 많은 사람들은 십대들로 구성된 그룹에게 부적절하다고 생각했다. 발매 당시, 그룹의 모든 멤버는 대한민국 법상 미성년자로 간주되었다. NME의 카르멘 친은 이 곡에 대해 "14세에서 18세의 그룹이 부르기에는 우려스러운 가사적 암시"가 있다고 지적하며, "내 쿠키를 봐 / 뭔가 다른 냄새가 나니? (맛 봐) / 한 입으론 부족해?"와 "작은 쿠키를 만들었어 / 와서 봐봐 / 우리 집에서만, 놀러 와"와 같은 가사를 예로 들었다. 특히 "cookie"라는 단어는 여성 생식기를 지칭하는 은어로 강조되었다. NewJeans의 소속사 ADOR는 이 곡이 팬들을 위한 것이며 성적인 의미를 포함하지 않는다고 주장하며 의혹을 부인했다. ADOR에 따르면, 그들은 "수많은 영문학 박사, 통역사, 원어민"에게 자문을 구했으며, 이들은 모두 "쿠키가 널리 사용되는 성적 속어가 아니다"라고 동의했다. 소속사는 "용어 자체는 문제가 될 수 없지만, 해석은 다를 수 있다"고 결론 내렸다.

## 차트 성적
대한민국에서 "Cookie"는 2022년 7월 31일부터 8월 6일까지의 써클 디지털 차트에서 14위로 데뷔했으며, 2022년 9월 11일부터 17일까지의 차트에서는 9위를 기록했다. 이 곡은 2022년 10월 5일자 빌보드 재팬 히트시커스 차트에서 9위를 기록했다. 싱가포르에서는 2023년 2월 3일부터 9일까지의 RIAS 탑 리저널 차트에서 15위를 기록했다. "Cookie"는 2022년 8월 18일자 Vietnam Hot 100 차트에서 21위를 기록했다. 이 곡은 2022년 8월 27일자 빌보드 글로벌 엑스클. U.S. 차트에서 198위를 기록했다.

## 프로모션
그룹은 8월 4일 대한민국의 음악 프로그램인 M Countdown에서 "Cookie"를 처음으로 선보였다. NewJeans는 11월 26일 2022 멜론 뮤직 어워드와 11월 30일 2022 MAMA 어워즈에서 이전 싱글들과 함께 이 곡을 공연했다.

## 차트
| 차트 (2022–2023)                  | 최고 순위 |
| --------------------------------- | --------- |
| 글로벌 엑스클. U.S. (Billboard)   | 198       |
| 일본 히트시커스 (Billboard Japan) | 9         |
| 싱가포르 지역 (RIAS)              | 15        |
| 대한민국 (Billboard)              | 6         |
| 대한민국 (Circle)                 | 9         |
| 베트남 (Vietnam Hot 100)          | 21        |

| 차트 (2022)       | 최고 순위 |
| ----------------- | --------- |
| 대한민국 (Circle) | 9         |

| 차트 (2022)       | 순위 |
| ----------------- | ---- |
| 대한민국 (Circle) | 80   |

| 차트 (2023)       | 순위 |
| ----------------- | ---- |
| 대한민국 (Circle) | 58   |

## 인증
| 국가                        | 인증     | 판매량/출하량 |
| 스트리밍                    | 스트리밍 | 스트리밍      |
| --------------------------- | -------- | ------------- |
| 일본 (RIAJ)                 | 골드     | 50,000,000    |
| 스트리밍을 기반으로 한 인증 |          |               |

## 발매 역사
| 지역 | 날짜           | 형식                     | 레이블 | Ref.  |
| ---- | -------------- | ------------------------ | ------ | ----- |
| 다양 | 2022년 8월 1일 | 디지털 다운로드 스트리밍 | ADOR   | [ 2 ] |